# Andrei Bogoliubski
Andrei I Iurievici Bogoliubski (cel Pios) (n. 1111, Rostov, Rusia Kieveană – d. 29 iunie 1174, Mănăstirea Bogoliubski⁠(d), Cnezatul Vladimir-Suzdal) a fost un cneaz rus, conducător al Cnezatului Vladimir-Suzdal.

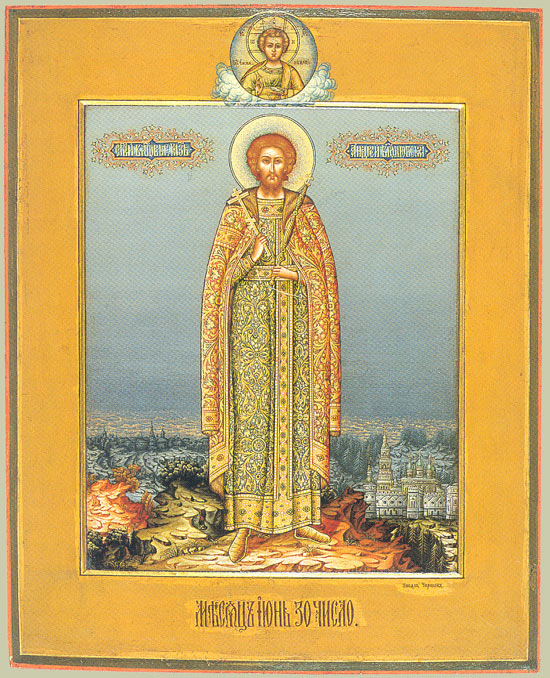
Icoană a Sf. Andrei Bogoliubski

Andrei cel Pios a fost cel care a dus Vladimirul pe culmile puterii politice. El a tratat vechile centre de putere (printre ele aflându-se și Kievul) cu dispreț. După ce a atacat și incendiat Kievul în 1169, a refuzat să accepte tronul kievean, în schimb l-a numit la conducerea cnezatului rival pe fratele său mai mic. El s-a arătat mai preocupat de capitala Vladimir, pe care a împodobit-o cu minunate catedrale și mânăstiri din piatră albă. În 1117 a fost asasinat de boierii săi la reședința proprie din Bogoliubovo.
Este sfânt al Bisericii Ortodoxe Ruse din 1702, când moaștele sale au fost găsite și așezate într-o raclă de argint în Catedrala Adormirii Maicii Domnului, construită cu contribuția patriarhului Iosif al Moscovei. Este sărbătorit la 4 (17) iulie.

## Biografie
A fost fiul lui Iuri Dolgoruki, cel care l-a proclamat pe Andrei prinț în Vîșhorod (lângă Kiev). Mama lui era o prințesă polovțiană (cumană), fiica hanului Aepa / Aiepa. 
Andrei a părăsit Vîșhorod în 1155 și s-a mutat la Vladimir. După moartea tatălui său (1157), a devenit cneaz (prinț) al Vladimirului, Rostovului și al Suzdalului.
Andrei Bogoliubski a încercat să unească pământurile rusilor sub autoritatea sa. Din 1159 a luptat insistent pentru aducerea Novgorodului sub conducerea sa și a început un complicat joc militar și diplomatic în sudul Rusiei Kievene. În 1162, Andrei Bogoliubski a trimis un ambasador la Constantinopol, pentru a face lobby pentru crearea unui sediu separat al mitropolitei în Vladimir. În 1169 trupele sale au jefuit Kievul, devastându-l ca niciodată. După jefuirea orașului, a furat multe opere de artă religioasă, printre care icoana bizantină „Maica Domnului”. Andrei l-a numit pe fratele său Gleb ca prinț al Kievului, în încercarea de a-și uni pământurile cu Kievul. După moartea fratelui său în 1171, Andrei a fost implicat într-un război de doi ani pentru a menține controlul asupra Kievului, care s-a încheiat cu înfrângerea sa.
Andrei a ajuns să primească un tribut din partea populației de lângă Dvina de Nord. Devenit „conducător al întregului pământ al [Cnezatului] Suzdal”, Andrei Bogoliubski și-a mutat capitala la Vladimir, a întărit-o și a construit magnifica Catedrală a Adormirii din Vladimir, Biserica Mijlocirii a Sfintei Fecioare de pe râul Nerl și alte biserici și mănăstiri. Sub conducerea sa, Vladimir a fost mult mărit și au fost construite fortificații în jurul orașului.
În același timp, castelul Bogoliubovo a fost construit lângă Vladimir și a devenit o reședință preferată a sa. De fapt, el a primit porecla „Bogoliubski” în cinstea acestui loc. El a adus icoana Sfânta Fecioară din Vladimir în orașul al cărui nume îl poartă acum. În timpul domniei lui Andrei Bogoliubski, Cnezatul Vladimir-Suzdal a dobândit o putere semnificativă și a fost cel mai puternic dintre cnezatele Rusiei Kievene.  
Creșterea autorității domnești și conflictul cu boierii puternici au fost cauza unui complot împotriva lui Andrei Bogoliubski, în urma căruia a fost ucis în noaptea de 28 spre 29 iunie 1174. Douăzeci de răzvrătiți nemulțumiți au năvălit în camerele sale și l-au ucis pe Andrei în pat. Toporul său de război încrustat cu argint se găsește în Muzeul de Istorie de Stat din Moscova.
Fiul său, Iuri Bogoliubski, a fost primul soț al reginei Tamara cea Mare a Georgiei. O icoană veche, Sfânta Fecioară din Bogoliubovo, a fost pictată în 1157 la cererea cneazului Andrei Bogoliubski. Icoana este sărbătorită anual de Biserica Ortodoxă Rusă la 18 iunie (SV) / 1 iulie (SN).